# 黒川渉

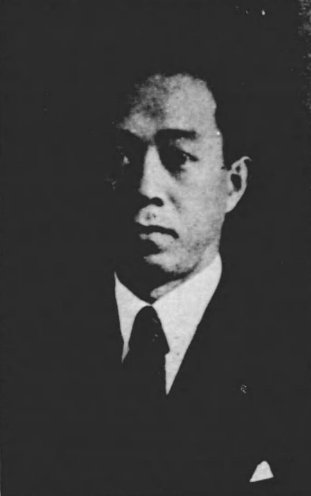
黒川渉

黒川 渉（くろかわ わたる、1892年（明治25年）5月21日 - 1950年（昭和25年）12月25日）は、司法官僚、検事。

## 経歴
東京市出身。1917年（大正6年）、東京帝国大学法科大学独法科卒業。同年、司法官試補となり、東京地方裁判所に勤務した。翌年、検事となり、神戸地方裁判所、東京地方裁判所を歴任した。1926年（大正15年）より書記官として司法省刑事局に勤務し、1932年（昭和7年）には大臣官房会計課長となった。1935年（昭和10年）、大審院検事に転じる。1939年（昭和14年）には司法省刑事局長となり、東京控訴院検事を経て、1941年（昭和16年）に大審院検事となった。
1944年（昭和19年）、司法次官に就任。終戦後は東京控訴院検事長に転じた。墓所は多磨霊園。